# روتاخ-اگرن
روتاخ-اگرن (به آلمانی: Rottach-Egern) یک شهر در آلمان است که در بایرن واقع شده‌است.

## خصوصیات
روتاخ-اگرن ۵۹٫۱۰ کیلومترمربع مساحت دارد ۷۳۶ متر بالاتر از سطح دریا واقع شده‌است.

## خواهرخوانده
شهرهای دیکسمویید و Kastelruth خواهرخوانده‌های روتاخ-اگرن هستند.